# 谁是最可爱的人
《谁是最可爱的人》，是中国作家魏巍的一篇散文，这篇散文以朝鲜战争为背景，赞颂了中国人民志愿军。
这篇文章于1951年4月11日被发表于《人民日报》头版。毛泽东批示：“印发全军”。朱德读后称赞：“写得好！很好！”1953年9月23日至10月6日召开的中国文学艺术工作者第二次代表大会（第二次全国文代会）上，周恩来在大会讲话时称赞这篇文章“感动了千百万读者，鼓舞了前方的战士”，并推开讲稿，问：“魏巍来了没有？我要认识一下这位朋友”，并郑重地说：“我感谢你为我们子弟兵取了‘最可爱的人’这样一个称号”。
后入选中国大陆的语文课本，影响过许多读者。从此之后，解放军广泛地被人们亲切地称为“最可爱的人”。
2001年后不少版本的语文课本将此篇课文删除，2021年，中国大陆七年级下册部编版语文课本2021修订版重新收录了《谁是最可爱的人》，位于第七课。